# Monticello Brianza
Monticello Brianza (Muntisèll in dialetto brianzolo, e semplicemente Monticello fino al 1971) è un comune italiano di 4 136 abitanti della provincia di Lecco in Lombardia, appartenente all'area del Meratese. È posto in una zona di basse colline nel cuore della Brianza. Sue frazioni sono Casirago, Cortenuova, Prebone, Sorino e Torrevilla; quest'ultima a partire dal '600 fu feudo di un ramo della famiglia Sirtori.

## Storia
La più antica attestazione storica risale al 903, anno in cui Monticello faceva parte di una serie di territori infeudati dal Capitolo del Duomo di Monza per concessione di Berengario del Friuli.
Nel 1762 il comune di Monticello ed Uniti era costituito da quattro delle località che attualmente compongono il territorio comunale: Casatevecchio, Cortenuova, Prebone e Torrevilla. Nel 1880 si assistette all'incorporazione di Casirago, fino ad allora comune autonomo.

## Monumenti e luoghi d'interesse

### Architetture religiose
- Parrocchiale di Sant'Agata[6], eretta nel 1876 su progetto di Tagliasecchi in sostituzione di una precedente chiesa.[5] Internamente, una Crocifissione e alcune litografie di Aligi Sassu[5].
- Chiesa parrocchiale[5] di Santa Maria della Purificazione,[7] costruita a Torrevilla nel 1774 al posto di un precedente edificio di culto cattolico[5].
- Chiesa parrocchiale[5] del Santissimo Redentore (XX secolo), a Cortenuova[8].
- Oratorio di Santa Maria Assunta, nei pressi di villa Nava[9], dotata da un campanile a vela in stile barocco[5].
- Oratorio di San Gerolamo[10], all'interno del complesso di villa Pedrazzini[11].

### Architetture civili

#### Villa Nava Rusconi
La (già) Villa Nava fu costruita nel 1820, commissionata a Luigi Canonica dalla famiglia Nava, residente a Monticello fin dal Seicento.
Nel corso del tempo è passata più volte di mano: dapprima dai Nava ai Radici-Fossati e in seguito da questi ai Rusconi. 
Su idea di Ambrogio Nava, le inferriate del perimetro della proprietà presentano una serie di pilastri ornati da busti raffiguranti Albertolli, Appiani, Cagnola, Manzoni, Monti, Oriani, Romagnosi e Volta.
Il complesso della villa comprende inoltre la serra, anch'essa in stile neoclassico, e una cappella con campanile a vela, la quale ospita decorazioni barocche.

#### Altre ville
- Villa Nava[14]
- Villa Greppi[15], costruita per volere di Francesco Casati, il nome della quale deriva dalla famiglia che acquistò la villa nel 1853[5].
- Villa Bocconi (fine XVIII secolo[16]), situata in centro a Monticello e dal 1953[16] adibita a casa di riposo,[5][17] nel 1818 vide la presenza di Stendhal[16]
- Villa Albertini[18]
- Villa Borla[19]
- Villa Pedrazzini[11]

#### Cascine
- Cascina Canova[20]
- Cascina Magritto, in cui nella prima metà dell'800 ha vissuto la famiglia Redaelli[21]
- Cascina Masè[22]

Altro
- Edificio medievale a Cortenuova[23]
- Municipio[24]

## Società

### Evoluzione demografica
- 189 nel 1751
- 781 nel 1803 con Corte Nova, Casate Vecchio, Torre Villa e Prebone
- annessione a Casate Nuovo nel 1809
- 1 379 nel 1853
- 1 619 nel 1861
- 2 330 nel 1881 dopo annessione di Casirago l'anno prima

Abitanti censiti

### Etnie e minoranze straniere
Gli stranieri residenti nel comune sono 367, ovvero il 8,9% della popolazione. Di seguito sono riportati i gruppi più consistenti:
1. Marocco, 77
2. Albania, 53
3. Senegal, 44
4. Ecuador, 33
5. Romania, 28
6. Tunisia, 12

## Amministrazione

### Gemellaggi
- Martizay

## Infrastrutture e trasporti
Fra il 1880 e il 1915 la località ospitò una stazione della tranvia Monza-Barzanò-Oggiono.

## Sport
Il 1º giugno 2002 la 19ª tappa del Giro d'Italia 2002, una cronometro individuale con partenza da Cambiago si è conclusa a Monticello Brianza con la vittoria dello spagnolo Aitor Gonzalez Jimenez.